# Salvatore Garau
Salvatore "Sal" Garau (Santa Giusta, 1953) é um dos maiores artistas vivos, que influenciou a arte contemporânea europeia desde os anos noventa.

## Biografia
Nascido em Santa Giusta, no estado da Itália, estudou na Academia de Belas Artes de Florença, onde se formou em 1974.
Em 2003, Garau apresentou seu trabalho na 50.ª Bienal de Veneza. Em 2011, Garau apresentou suas obras na 54.ª Bienal de Veneza.
Lóránd Hegyi organizou várias exposições Salvatore Garau.
Garau trabalha nas coleções de vários museus, incluindo o Museo del Novecento (anteriormente no Civico Museo d'Arte Contemporanea), Museu de Arte Moderna de Bolonha e Pavilhão de Arte Contemporânea em Milão.

## Estilo de pintura
Lóránd Hegyi escreveu: "Observando as imagens de Salvatore Garau há um sentimento de solenidade, poder, gravidade e, ao mesmo tempo, também de liberação, euforia, vigor, algo que está ligado ao sentimento de ausência de limites, horizonte ilimitado, uma cena em que algo gigantesco e impressionante é esperado".